# 藍/白篩

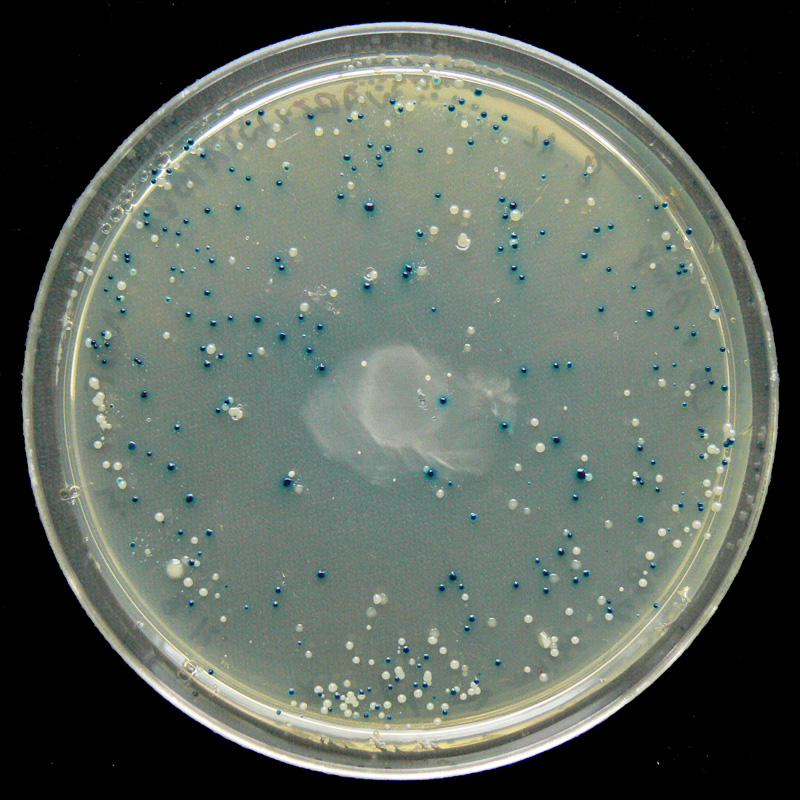
藍/白篩於LB培養基呈現出的結果

藍/白篩是一種載體遺傳篩選技術，它可以快速且方便的檢測重組細菌中以載體DNA為基礎的分子複製實驗。將合適的脫氧核糖核酸片段連接成一個載體DNA。該載體再被植入到宿主細胞（細菌），如果載體重組DNA可行，將其在有X-gal的存在下生長。此時的細菌，他的質體若有插入此載體DNA，則會產生白色菌落；反之，若細胞轉型沒有插入此載體DNA，則菌落即呈藍色。

## 背景
分子生物學中，分子克隆是最常用的方法之一。適合序列的基因可以插入質體中並與載體連接，接著該質體轉移到大腸桿菌之細胞中。然而，並非所有轉化到細胞中含有目的基因的質體都有成功轉移入菌落，且要檢查單一菌落是否有轉入目標質體基因的存在是相當耗時的，因此對於該基因轉移的檢測的方法，是用不同於一般而更省時有用和勞動力密集的方法。藍/白篩即是早期開對基因轉移的檢測方法，藉由通過不同的顏色反應來鑑定，分辨出複製成功的細菌菌落。
該方法是基於β-半乳糖苷酶的基因中α-互補的的原理。α-互補這種現象的最早是在通過實驗室弗朗索瓦·雅各布和雅克莫諾的艾格尼絲烏爾曼（Ullmann）中完成製作出來的，其中，無活性突變體的β-半乳糖苷酶取代了β-半乳糖苷酶判斷中相同序列的DNA而使原序列被刪除，α-供體的肽，則仍然完好無損。  蘭利等人表明，因為其殘基11-41遭到刪除，該突變且無活性的β-半乳糖苷酶基因片段在其N-末端的一部分缺乏，但還是可以由殘留下的β-半乳糖苷酶3-90殘基形成的肽來補充。 M13絲狀噬菌體後來被植入編碼序列的前145氨基酸，在含有X-gal的平板上生長，並通過α-互補的機制來表示出被感染而含有無活性蛋白基因細胞的噬菌體會產生藍色斑點。
pUC系列的質體克隆載體是從M13系統開發出的採取該篩選方法構造的第一個質粒。在此方法中，DNA連接到質體並破壞α肽，因此藉由互補的過程，沒有活性跟功能的β-半乳糖苷酶就會形成。因此，含有插入質體的細胞呈白色菌落，而細胞轉化質體沒有插入呈藍色菌落; 因此一個成功轉植的結果可以很容易地由從藍色細胞與白色細胞來觀察成功與否。

## 分子機制

藍/白篩檢測的示意圖，用於篩選重組載體

β-半乳糖苷酶此蛋白質是編碼在乳糖操縱子中lacZ的基因，它在其活性狀態是以同源四聚體的形式存在。然而，擁有M15菌株的大腸桿菌突變體的β-半乳糖苷酶具有被刪除的N-末端殘基11-41，該突變體中，ω-肽無法形成的四聚體，即失去活性。該突變體蛋白的形式，因N-末端片段有α-肽的存在，其蛋白質可完全恢復其具活性的四聚體狀態。突變體的β-半乳糖苷酶的功能由α-肽保全被稱為α-互補。
在藍/白篩選的方法中，宿主大腸桿菌菌株攜帶包含ω-肽的LacZ基因缺失突變體（lacZΔM15 )，而所用的質體攜帶lacZα序列中第59殘基的β-半乳糖苷酶α-肽。無論本身的功能性，然而，當這兩個肽一起表達，因為當該細胞含有質體被變換成lacZΔM15的lacZα的序列，所以它們得以形成一個具有功能性的β-半乳糖苷酶。
藍/白篩選方法的作用原理是通過破壞該α-互補的過程。lacZα序列內部的質粒攜帶多複製端點（MCS）。這些lacZα中的MCS序列可以透過限制性內切酶進行切割，使lacZ α基因可以插入外源DNA，進而破壞該基因與製造α-肽。於是，在含有和插入的質體的細胞，會形成沒有任何功能與活性的β-半乳糖苷酶。
可以通過X-gal方式檢測到是否有有活性的β-半乳糖苷酶存在，具活性β-半乳糖苷酶可切割無色的模擬乳糖，之後形成5 -溴-4 -氯-吲哚酚，然後自發地二聚化以及氧化形成一個不溶於5,5' -二溴-4,4' -二氯靛的明亮的藍色顏料。這造成帶有β-半乳糖苷酶的細胞產生特別的藍色。藍色菌落表示它們可能含有一個不間斷的lacZα載體（因此，沒有插入外來DNA）；而白色菌落，其中的X-gal不會被水解，則外源轉植物於lacZα中存在，擾亂了具有活性的β-半乳糖苷酶形成。

## 使用注意事項
藍/白篩檢測中，正確且合適的載體和感受态细胞是重要的考慮，其质粒必須包含的lacZ α，例如：pUC19和pBluescript中。該大腸桿菌細胞應含有突變的lacZ基因與已被刪除的序列（即lacZΔM15）除此之外，JM109、DH5α和XL1-藍亦為常用的細胞基因型。
還必須了解的是，乳糖操縱子是受葡萄糖的存在影響。蛋白質EIIA 葡萄糖會參與糖輸入和當葡萄糖被輸送到細胞中關閉乳糖通透性酶。所以在培養基板上媒介不應包括葡萄糖。
X-gal的對光是相當敏感敏感的，因此它的溶液和含有X-gal的培養基應放置於黑暗中。異丙基β-D-1-硫代半乳糖苷（IPTG），其功能是作為對的誘導乳糖啟動操縱子，可以使用在提高LacZ之生產媒介。

### 缺點
由於很多原因，一些白色菌落可能不包含所需的重組DNA。可能連接上不正確的DNA，並有可能對某些線性的載體DNA進行改造，將其兩端“修補”並連接在一起，使得既沒有LacZα產生也沒有藍色的菌落形成。基因選植區域無載體也可能出現白色，而在抗生素使用殆盡之後可能會出現衛星菌落。亦有可能是即使是藍色菌落也含有插入片段。這發生在插入的是“幀”與LacZα基因和終止密碼子，所以產生無異議之不存在的轉植。這可能會導致一些融合蛋白表現，但其LacZα的表達仍然是具功能以及活性的。有時正確的重組可能構建出複雜化其身份的淡藍色菌落。